# Ewa Wieleżyńska

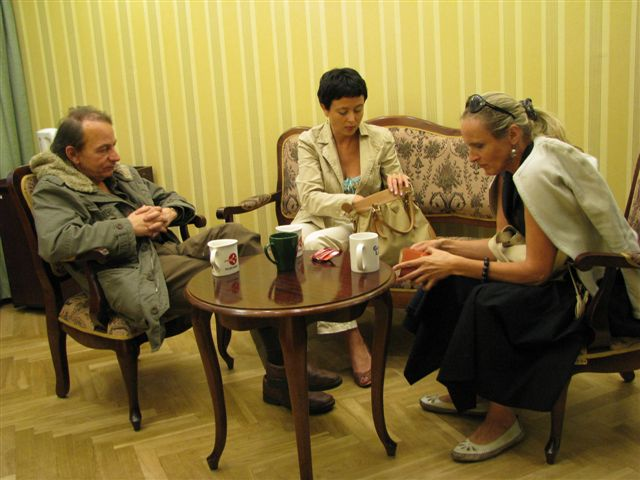
Michel Houellebecq, Ewa Wieleżyńska (tłumaczka książek pisarza) i Beata Stasińska (wydawca), Warszawa, 9 czerwca 2008 r.

Ewa Wieleżyńska (ur. 26 września 1974 r. w Warszawie) – polska tłumaczka literatury pięknej z języka francuskiego, dziennikarka.

## Biografia
W 1984 r. wystąpiła jako Justyna, córka Krystyny, w serialu telewizyjnym 5 dni z życia emeryta w reżyserii Edwarda Dziewońskiego. Ukończyła VI Liceum Ogólnokształcące im. Tadeusza Reytana w Warszawie (1993) oraz Wydział Polonistyki Uniwersytetu Warszawskiego (1999). Od 1999 do 2001 r. redaktor naczelna internetowego portalu kulturalnego „Latarnik”. Współpracuje z miesięcznikiem „Literatura na Świecie”, tłumacząc literaturę piękną z języka francuskiego (np. teksty André Bretona, Michela Butora, Michela Leirisa, Francisa Ponge’a, Raymonda Queneau, Pascala Quignarda, Alaina Robbe-Grilleta). Tłumaczy również okazjonalnie dla prasy (m.in. dla „Dziennika”, wypowiedzi i teksty Marcela Gaucheta, Pierre'a Manenta, Philippe’a Muraya, Pierre-André Taguieffa, Shmuela Trigano, Paula Yonneta i Alaina Finkielkrauta) oraz teatru (współtłumaczenie sztuki Hervé Guiberta Przyjacielowi, który nie uratował mi życia – tekstu Protokół współczucia, reż. Michał Sieczkowski, real. fundacja Przestrzeń Wymiany Działań Arteria, premiera 27 maja 2008 r.). Autorka recenzji poświęconych polskiej sztuce współczesnej (m.in. na portalu internetowym „Independent – polska kultura niezależna”). W latach 2011–2016 zastępczyni redaktora naczelnego „Magazynu Wino”. Od 2020 roku współwłaścicielka Wydawnictwa Filtry w Warszawie.

## Przekłady
- Roland Barthes, Lektury (przekł. wraz z Krzysztofem Kłosińskim i Michałem Pawłem Markowskim, KR, 2001, ISBN 83-8698-988-2)
- Philippe Besson, Pod nieobecność mężczyzn (Muza, 2003, ISBN 83-7319-453-3)
- Christine Angot(inne języki), Kazirodztwo (Wydawnictwo W.A.B., 2005, ISBN 83-7414-123-9, seria „Seria z miotłą”)
- Benoît Duteurtre(inne języki), Podróż do Francji (Noir sur Blanc, 2005, ISBN 83-7392-091-9)
- Michel Houellebecq, Poszerzenie pola walki (W.A.B., 2005, ISBN 83-7414-152-2, ISBN 978-83-741415-6-7, seria „Don Kichot i Sancho Pansa”)
- Michel Vittoz, Instytut Giulianiego: rozmowy umarłych (Wydawnictwo Literackie, 2005, ISBN 83-0803-783-6)
- Michel Houellebecq, Możliwość wyspy (W.A.B., 2006, ISBN 83-7414-156-5, ISBN 978-83-7414-156-7, seria „Don Kichot i Sancho Pansa”)
- Lydie Salvayre, Zwyczajne życie (Społeczny Instytut Wydawniczy „Znak”, 2006, ISBN 83-2400-645-1)
- Eric-Emmanuel Schmitt, Przypadek Adolfa H. (Społeczny Instytut Wydawniczy „Znak”, 2007, ISBN 978-83-2400-884-1)

## Prace redakcyjne
- Izabela Kowalczyk, Ciało i władza (Sic!, 2002, ISBN 83-88807-18-8)
- Ewa Kuryluk, Art mon amour. Szkice o sztuce (Sic!, 2002, ISBN 83-88807-14-5)
- Aleksander Świętochowski, Dumania pesymisty (Sic!, 2002, ISBN 83-88807-06-4)
- Virginia Woolf, Własny pokój. Trzy gwinee (tłum. Ewa Krasińska, Sic!, 2002, ISBN 83-88807-07-2)